# 私の頭の中の消しゴム アナザーレター
『私の頭の中の消しゴム アナザーレター』（わたしのあたまのなかのけしゴム アナザーレター）は、2006年4月26日 - 6月7日の期間、USEN無料パソコンテレビGyaOでネット配信された連続ドラマである。全6話で、毎週水曜日に新たに1話ずつ配信。GyaO開局一周年記念完全オリジナルドラマと銘打たれ、同配信サービスの他のドラマと比べて制作に力が入れられていた。
2006年8月11日 - 8月25日、2006年12月13日 - 2007年1月7日、2007年2月1日 - 3月1日に再配信（再放送）。

## キャッチコピー
「終わることのない幸せもあるんだってことを君が教えてくれた」

## 概要
原作は、ドラマ『Pure Soul〜君が僕を忘れても〜』（2001年、制作：読売テレビ）、また、それを基にした韓国映画『私の頭の中の消しゴム』（2005年）。
特に映画版の別バージョンとして、若年性アルツハイマーを発病した主人公・紗季と、彼女を支えようとする現在の恋人・周一、そして過去の恋人・圭介の三角関係を主軸として究極のピュアな恋愛を描いた。
制作にあたっては、本作の原作にあたるテレビドラマのスタッフや小説版の著者が参加した。

## キャスト
- 宮下紗季 - 香椎由宇
- 松本圭介 - 田中圭
- 三村葵 - 肘井美佳
- 遠野梨花 - 井村空美
- 児島裕司 - 石野敦士（OverDrive）
- 神山守 - 大坂俊介（DIAMOND☆DOGS）
- 宮下幸造 - 小池榮
- 西野菜穂子 - 栗生瞳
- 八木みどり ‐ 松本麻希
- 成瀬周一 - 袴田吉彦

## スタッフ
- 原作：読売テレビ「Pure Soul〜君が僕を忘れても〜」
- 企画：高垣佳典(USEN)、木村元子(デジタルハリウッド・エンタテインメント)
- 脚本：松田裕子
- 音楽：NASA
- 製作総指揮：宇野康秀（USEN）
- プロデュース：中西研二(デジタルハリウッド・エンタテインメント)、佐藤丈(ノアズ)
- 演出：村谷嘉則
- 企画協力：ホリプロ
- 制作協力：ノアズ
- 制作：デジタルハリウッド・エンタテインメント
- 製作著作：USEN

## 主題歌・挿入歌
- 主題歌 ：「真面目過ぎる君へ」アンダーグラフ
- 挿入歌 ：「遠き日」アンダーグラフ